# Upeneus pori
Upeneus pori är en fiskart som beskrevs av Ben-tuvia och Golani, 1989. Upeneus pori ingår i släktet Upeneus och familjen mullefiskar. Inga underarter finns listade i Catalogue of Life.